# Curtitoma incisula
Curtitoma incisula é uma espécie de gastrópode do gênero Curtitoma, pertencente à família Mangeliidae.